# Soavinandriana
Soavinandriana – miasto w środkowym Madagaskarze, w prowincji Antananarywa. Według szacunków na 2008 rok liczy 42 148 mieszkańców.